# Vriesea dressleri
Vriesea dressleri är en gräsväxtart som beskrevs av Werner Rauh. Vriesea dressleri ingår i släktet Vriesea och familjen Bromeliaceae. Inga underarter finns listade i Catalogue of Life.